# Svinjarevo (kanton środkowobośniacki)
Svinjarevo – wieś w Bośni i Hercegowinie, w Federacji Bośni i Hercegowiny, w kantonie środkowobośniackim, w gminie Kiseljak. W 2013 roku liczyła 242 mieszkańców, z czego większość stanowili Boszniacy.